# Feaella affinis
Feaella affinis es una especie de arácnido del orden Pseudoscorpionida de la familia Feaellidae.

## Distribución geográfica
Se encuentra en las islas Seychelles.